# Nils Edén
Nils Edén est un homme d'État libéral suédois né le 25 août 1871 à Piteå et mort le 16 juin 1945 à Stockholm.

## Biographie
Après des études d'histoire à l'université d'Uppsala, il y devient professeur d'histoire en 1909. Il entame en parallèle une carrière politique au sein du Liberala samlingspartiet, entre au Riksdag en 1909 et devient président du parti libéral en 1918. Les élections législatives de 1917 le conduisent à devenir Premier ministre ; il forme un gouvernement composé de libéraux et de sociaux-démocrates qui dure trois ans, jusqu'en mars 1920. Il devient ensuite gouverneur du comté de Stockholm jusqu'en 1938.

### Études et vie professionnelle
Après avoir obtenu son diplôme à Luleå, Edén s'inscrit à l'université d'Uppsala, où il suit les cours d'Oscar Alin. Il devient candidat en philosophie en 1892, licencié en philosophie en 1897, docteur en philosophie et professeur agrégé d'histoire en 1899.
En 1902, il devient professeur d'histoire à l'école générale supérieure d'Uppsala. De 1903 à 1909, il est professeur extraordinaire et, à partir de 1909, professeur titulaire à Uppsala. À l'automne 1908, il est élu candidat de la gauche d'Uppsala à la seconde chambre du Parlement. Chef de groupe du parti libéral à la deuxième chambre à partir de 1912, il devient l'un des cinq membres du conseil de confiance qui dirige le parti après la mort de Karl Staaff en 1915. Il siège à la deuxième chambre du Riksdag de 1909 à 1924, de 1909 à 1911 pour la circonscription de la ville d'Uppsala, de 1912 à 1921 pour la circonscription du comté d'Uppsala et de 1922 à 1924 pour la circonscription de la ville de Stockholm. De 1913 à 1917, il est président de la commission constitutionnelle, président de la commission du référendum de 1920 à 1923, des institutions de travail forcé de l'État (pour les hommes) en 1920, de l'institution de soins de l'État pour les alcooliques (à Venngarn) en 1921, et de la commission pour l'examen des protocoles de Genève de 1924 à 1925. Il a été nommé docteur honoris causa en droit en 1928. 

### Premier ministre
Lors des élections législatives de 1917, la droite subit une lourde défaite. Les libéraux et les sociaux-démocrates remportent le scrutin. Mais le roi et la reine tentent d'éviter à tout prix un gouvernement avec ces deux partis anti-royalistes. Le Premier ministre en exercice, Swartz, élabore un « plan Stop Edén » en trois étapes : 1) le roi appelle Edén à former un gouvernement à condition que les sociaux-démocrates soient tenus à l'écart, 2) Edén n'accepte pas ces restrictions, 3) Swartz reste au pouvoir après avoir promis le droit de vote aux femmes. L'ancien Premier ministre Arvid Lindman était d'accord, mais lorsque Edén a rejeté les conditions, il a voulu transmettre l'offre de former un gouvernement au respecté président de la deuxième chambre, le modéré-libéral Johan Widén, avec l'arrière-pensée qu'il échouerait. Le roi pourrait alors se sentir obligé de reconduire Swartz au poste de premier ministre. 
Gustave V a partiellement suivi ce conseil et, à la surprise générale, Widén a presque réussi à former un gouvernement de large coalition lorsqu'il a fait pression sur le roi pour qu'il accepte une enquête constitutionnelle visant à instaurer un suffrage universel et égalitaire. Cependant, Widén se heurte au fait qu'aucun leader de droite n'est prêt à le rejoindre, bien que le prince héritier Gustaf Adolf tente activement de sortir de l'impasse.
Gustave V n'a alors d'autre choix que d'appeler le libéral Nils Edén à former un gouvernement de coalition avec les libéraux et les sociaux-démocrates, permettant ainsi au parlementarisme de faire sa dernière percée en Suède. 
Bien que les sociaux-démocrates soient le parti le plus important, avec 31,1 % des voix contre 27,6 % pour les libéraux, tout le monde, y compris les sociaux-démocrates eux-mêmes, considère comme acquis que le Premier ministre se trouvera parmi les libéraux. Pour les sociaux-démocrates, il n'était pas facile de s'asseoir à la table du conseil du roi, toujours formellement autocratique[réf. nécessaire]. L'opposition au parlementarisme et à la démocratie bourgeoise est si forte au sein des sociaux-démocrates qu'elle a conduit à des scissions du parti au début de l'année 1917. L'Internationale socialiste était opposée à l'entrée des partis sociaux-démocrates au gouvernement. Elle préférait la révolution et le renversement des monarchies. 
Edén a exigé que le roi promette de ne pas bloquer une proposition du gouvernement sur le suffrage universel et qu'il approuve les ministres proposés par le premier ministre sans son propre avis. Une fois que le gouvernement a fait adopter le suffrage féminin et a aboli le barème de 40 points pour les élections municipales, les jeunes sociaux-démocrates ont commencé à critiquer le gouvernement pour ne pas en avoir fait assez. Le gouvernement est également affaibli par le fait que Hjalmar Branting, qui avait été contraint par Edén de devenir ministre des finances contre son gré, démissionne pour des raisons personnelles quelques mois seulement après son entrée en fonction. En fin de compte, la coalition s'est effondrée en raison de divergences sur la question des taxes municipales. Le ministre des finances Fredrik Thorsson, qui avait succédé à Hjalmar Branting à ce poste, a proposé une taxe municipale progressive destinée aux agriculteurs et aux entrepreneurs. Les libéraux ont refusé. Le gouvernement démissionne. Dans les années qui suivent, Edén continue de critiquer vivement la politique économique des sociaux-démocrates.

### Vie ultérieure
Edén appartenait aux libéraux urbains et donnait une impression de froideur et d'impersonnalité, ce qui était peut-être dû davantage à la timidité qu'à une prétention personnelle. Il était opposé à la prohibition de l'alcool, mais la majorité de son propre groupe parlementaire était contre lui. Après le référendum de 1922 sur la prohibition de l'alcool, dont Edén est l'un des vainqueurs, les divergences s'accentuent et, en mai 1923, le parti se sépare et les opposants à la prohibition forment leur propre parti, le Parti libéral suédois. Edén rejoint le parti dissident, mais décide bientôt de quitter la politique et de se consacrer entièrement au poste de gouverneur du comté de Stockholm (1920-1938).
Edén a dirigé le comité de rédaction de l'ouvrage complet sur l'histoire du Riksdag suédois, publié à l'occasion de l'anniversaire du Riksdag en 1935, avec la participation d'un certain nombre d'historiens et de politologues suédois de premier plan. Edén a lui-même rédigé un ouvrage de synthèse sur l'évolution du Riksdag et l'histoire constitutionnelle de la Suède.
L'une des décisions les plus médiatisées prises par Edén durant son mandat de gouverneur a été d'interrompre l'autopsie du corps d'Ivar Kreuger, qui avait été préparée à Stockholm. La raison pour laquelle l'autopsie a été interrompue contre la volonté de la famille n'a pas été établie, les documents pertinents ayant disparu. 
Edén démissionne de son poste de gouverneur de comté en 1938, après avoir présenté un rapport au King. Maj:t sur la nécessité d'adopter des dispositions légales en matière d'aménagement du territoire, dans lequel Edén qualifiait la situation existante de ruineuse et affirmait qu'il n'avait fait qu'exécuter la volonté du gouvernement.
Edén est titulaire de la plaque commémorative créée à l'occasion du 70e anniversaire de Sa Majesté le roi Gustave V, membre honoraire de l'Académie de littérature, d'histoire et d'antiquités, membre de la Société pour la publication de manuscrits sur l'histoire de la Scandinavie (1901), et membre de la Société des sciences humaines d'Uppsala (1904).
Edén est membre du conseil d'administration du Stockholm Concert Hall (1932), de la commission Djurgård (1934) et du conseil municipal d'Uppsala (1911-1917).

### Derniers jours
Edén est mort des suites d'un incendie en 1944. L'incendie a empêché l'achèvement des mémoires d'Edén. Selon les Archives nationales, Edén a pu écrire jusqu'en 1914. 

## Famille
Nils Edén est le fils du recteur Per Olof Edén (1830-1903) et de Matilda Kristina Clausén (1838-1921), fille de Johan Clausén et d'Elisabet Margareta Granlund. La famille Edén est connue depuis le XVIIe siècle, avec pour ancêtre le vicaire de la paroisse de Njurunda, Jöns Svenonis Edenius (1597-1687). Edén épouse en 1904 Marja Wallmark, fille de l'administrateur Erhard Wallmark et de Charlotte Engholm, avec qui il a trois enfants : Lars (né en 1906), Brita (née en 1910), Per Olof (né en 1913). 